# Tyrannochromis
Tyrannochromis es un género de peces de la familia Cichlidae y de la orden de los Perciformes. Es endémico del lago Malawi en el África Oriental.

## Especies
- Tyrannochromis macrostoma
- Tyrannochromis maculiceps (Ahl, 1926)
- Tyrannochromis nigriventer
- Tyrannochromis polyodon (Trewavas, 1935)

- Datos: Q2702354
- Multimedia: Tyrannochromis / Q2702354
- Especies: Tyrannochromis